# Mudrovce
Mudrovce es un municipio del distrito de Košice-okolie en la región de Košice, Eslovaquia, con una población estimada a final del año 2024 de 64 habitantes.
Se encuentra ubicado en el centro de la región, en la cuenca hidrográfica del río Sajó (afluente derecho del Tisza) y cerca de la frontera con la región de Prešov y con Hungría.

## Demografía
| Año        | 1994 | 2004    | 2014 | 2024     |
| ---------- | ---- | ------- | ---- | -------- |
| Población  | 75   | 80      | 76   | 64       |
| Diferencia |      | +6,66 % | −5 % | −15,78 % |

| Año        | 2023 | 2024    |
| ---------- | ---- | ------- |
| Población  | 62   | 64      |
| Diferencia |      | +3,22 % |